# Kattfrett
Ska inte förväxlas med frettkatt, som är ett annat namn för fossan.
Kattfrett (Bassariscus astutus) är en art i familjen halvbjörnar som förekommer i torra regioner av Nordamerika. Trots namnet är den inte närmare släkt med katter och inte heller med tamillern, som ibland betecknas som frett.
Artepitet astutus i det vetenskapliga namnet latin för listig.

## Kännetecken
Djurets päls är brunaktig och den yviga svansen bär 14 till 16 svarta och vita ringar. De stora ögonen har en violett färg och är omgivna av ljusare päls. Med en kroppslängd mellan 30 och 42 centimeter, en svanslängd mellan 31 och 44 centimeter och en vikt av 0,8 till 1,4 kilogram är kattfretten mindre än en tamkatt.

## Utbredning och habitat
Arten lever i USA i delstaterna Kalifornien, Colorado, Oklahoma, Oregon, Arizona, New Mexico, Nevada, Texas och Utah samt i norra och centrala Mexiko. Utbredningsområdena för kattfrett och centralamerikansk cacomixtler (Bassariscus sumichrasti) överlappar varandra i de mexikanska delstaterna Guerrero, Oaxaca och Veracruz. Habitatet utgörs av torra skogar, klippiga regioner eller öken med några buskar eller träd. Bon finns i trädens håligheter, bergssprickor, jordgrottor som grävdes av andra djur eller i täta växtansamlingar.
Kattfretten förekommer upp till 2 900 meter över havet men är vanligast upp till 1 400 meter över havet.

## Levnadssätt
Kattfretten är aktiv på natten och individerna lever ensamma utanför parningstiden. Den är allätare och livnär sig av frukter, bär, insekter, ödlor, mindre gnagare och fåglar. Djuret har olika läten som påminner om tvättbjörnens läten.
Ugglor, rävar, prärievargar, tvättbjörnar och rödlon är kattfrettens naturliga fiender.

## Fortplantning
Parningstiden äger rum vid slutet av februari. Efter minst 50 dagars dräktighet eller senare i maj föder honan 1 till 5 blinda ungar. Hannen ger honan föda så länge hon är dräktig. Ungarna öppnar sina ögon efter cirka en månad (21 till 34 dagar) och efter ungefär fyra månader (60 till 100 dagar) är de tillräcklig självständiga för att jaga. De blir könsmogna efter tio månader. Kattfrettens livslängd i naturen går upp till sju år.

## Kattfrett och människor
Enligt flera berättelser kan kattfretten lätt tämjas och den är bra på att jaga möss. Flera nybyggare och gruvarbetare hade en kattfrett för att säkerställa en bostad utan skadedjur. På engelska fick djuret namnet "miner's cat" trots att den inte var någon katt. Vanligen förvarades kattfretten i en låda nära ett varmt ställe. Boxen hade ett hål och kattfretten kom ut på natten för att fånga möss.
Kattfretten är "landskapsdjuret" (state mammal) för delstaten Arizona.
Populationen är jämförelsevis stor och djuret listas av IUCN som livskraftigt (Least Concern).